# Eidgenössische Konstruktions Werkstätte
Eidgenössische Konstruktions Werkstätte (EKW) (Ateliers fédéraux de construction (A+C) en français), est une société de construction aéronautique suisse.
Fondée en 1867 à Thoune, l'entreprise se spécialise dans les avions de chasse, d'appui et d'entraînement ainsi que dans les blindés.
Elle disparaît en 1995.

## Modèles d'aéroplanes

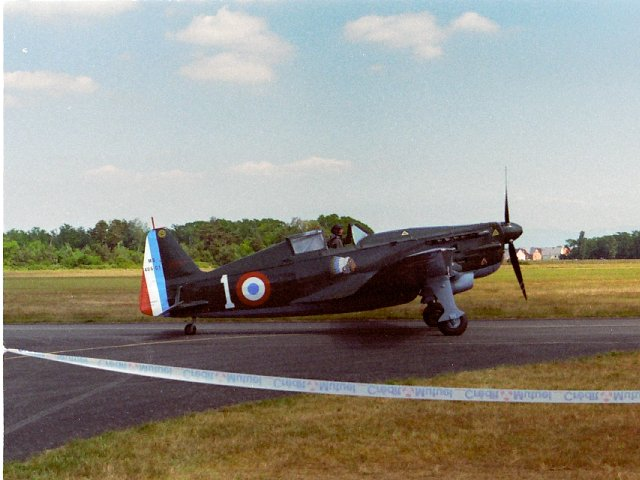
Le Morane-Saulnier MS.406 D-3801 no 194, sorti de l'usine EFW en 1942.

- EFW DH-1
- EFW DH-2
- EFW DH-3
- EFW DH-4
- EFW DH-5
- Militär-Apparat MA-7
- EKW C-35
- EFW C-36
- EFW C-3601
- EKW C-3602
- EKW C-3603
- EFW C-3604
- EFW C-3605
- EFW N-20

## Char de combat
- Nahkampfkanone 1 (en)
- Char 58
- Panzer 61
- Char 65
- Char 68
- 35 mm anti aircraft tank B22L (en)
- Panzerkanone 68 (en)